# Neodythemis gorillae
Neodythemis gorillae é uma espécie de libelinha da família Libellulidae. 
Pode ser encontrada nos seguintes países: Camarões, Nigéria e Uganda.
Os seus habitats naturais são: florestas subtropicais ou tropicais húmidas de baixa altitude. 